# Nanna (bogini)
Nanna – w mitologii nordyckiej córka Napra, żona Baldura, matka Forsetiego, bogini reprezentująca dobro, piękno i wiosnę. Z rozpaczy po śmierci męża rzuciła się na jego stos pogrzebowy i spłonęła wraz z nim. Po śmierci, w trakcie wizyty Hermoda ofiarowała szatę Frigg oraz złoty pierścień Fulli